# 関市立旭ヶ丘小学校
関市立旭ヶ丘小学校（せきしりつ あさひがおかしょうがっこう）とは、岐阜県関市にある公立小学校。

## 校区
- 関市の中心部にある小学校であり、校区は黒屋、西本郷、若草通3-5丁目、西本郷通4-7丁目、東本郷通1-2丁目、東本郷の一部、安桜山の一部、観音山、本郷町、伊勢町、出来町、吉田町、西町、吉本町、花園町、大平町1-3丁目、長谷寺町、美和町、末広町、吾妻町、住吉町、西門前町、東門前町、長住町、美園町、相生町、上利町、観音前、大門町1-3丁目、新堀町、仲町、吉野町、円保通1-3丁目、東町1丁目、旭ケ丘1-3丁目、西旭ケ丘、宮地町、関口町1丁目、関口町2丁目、関口町4丁目、南出、東新町1-3丁目、平賀町1・2丁目、市平賀の一部、塔ノ洞の一部などであり、公立中学校の進学先は関市立旭ヶ丘中学校である[1]。

## 沿革
旭ヶ丘小学校は1935年に関東尋常小学校として開校したが、前身は武儀郡吉田村の学校である。ここでは吉田村の学校についても記述する。
- 1873年（明治6年） - 武儀郡吉田村に訓蒙義校が開校。
- 1877年（明治10年） - 吉田村土穴に校舎が完成。吉田小学校に改称する。
- 1887年（明治20年） - 吉田簡易科小学校に改称する。
- 1890年（明治23年） - 吉田尋常小学校に改称する。
- 1891年（明治24年）10月28日 - 濃尾地震により校舎が倒壊。
- 1893年（明治26年） - 吉田村西町[注釈 1]に校舎を新築し移転。
- 1902年（明治35年） - 吉田尋常高等小学校に改称する。
- 1915年（大正4年） - 校舎を増築する。
- 1920年（大正9年）8月19日  - 関町と吉田村が合併し、関町となる。
- 1921年（大正10年） - 関尋常高等小学校に統合され廃校。仲町裏[注釈 2]に関尋常小学校稲葉分教場を設置し、尋常科1～4年が通学する。
- 1935年（昭和10年） - 関尋常小学校稲葉分教場を廃止。旧・吉田村と末広・住吉・相生・上利地区を校区として関東尋常小学校が開校。
- 1941年（昭和16年）4月1日 - 関第二国民学校に改称する。
- 1947年（昭和22年）4月1日 - 関町立関第二小学校に改称する。
- 1949年（昭和24年）
  - 4月1日 - 関町立旭ヶ丘小学校に改称する。
  - 10月1日 - 富岡村が関市に編入され、一部が旭ヶ丘小学校校区となる。
- 1950年（昭和25年）10月15日 - 関町が市制施行し関市となる。同時に関市立旭ヶ丘小学校に改称する。
- 1967年（昭和42年） - プールが完成。
- 1968年（昭和43年） - 校舎（鉄筋コンクリート造）が完成。
- 1974年（昭和49年） - 富岡小学校が現在地に移転し、旭ヶ丘小学校校区の一部が富岡小学校校区に移る。
- 1980年（昭和55年） - 校舎を増築する。
- 1981年（昭和56年） - 関市立桜ヶ丘小学校を分離。

## 交通
- 長良川鉄道関口駅より徒歩5分。